# Marie Fredriksson
Gun-Marie Fredriksson (Össjö, 1958. május 30. – Djursholm, 2019. december 9.) svéd énekesnő, dalszerző, zongorista és festő. Az általa 1986-ban  Per Gessle-vel alapított Roxette nevű pop-rock duó tagja. A duó az 1980-as évek végén és az 1990-es évek elején ért el hatalmas nemzetközi sikereket, és ezáltal hírnévre tett szert. A Look Sharp! (1988), a Joyride (1991) albumaik voltak a legsikeresebbek. Az amerikai Billboard Hot 100-as listán hat daluk is szerepelt: The Look, Listen to Your Heart, Dangerous, It Must Have Been Love, Joyride  és a Fading Like a Flower (Every Time You Leave Me)
Fredriksson a Roxette előtt is sikeres karriert folytatott a Strul punkegyüttessel, amelyet 1979-ben alapított meg. A Strul felbomlása után a rövid életű MaMas Marn tagja volt. Ennek megszűnése után szólókarrierjére koncentrált. Első albumát 1984-ben jelentette meg svéd nyelven, melynek a Het vind címet adta, majd ezt a Den sjunde vågen követte 1986-ban. 1987-ben az Efter Stormen című albumot jelentette meg. A Roxette nemzetközi áttörése során Fredriksson hanyagolta szólókarrierjét, és az együttesre koncentrált, azonban megjelent 1989-ben egy dal a Sparvöga. Az énekesnő 1992-ben jelentette meg a svéd nyelvű Den ständiga resan című albumát, majd a  I en tid som vår követte 1996-ban.
2002-ben Fredrikssonnál egy otthoni ájulást követően agydaganatot diagnosztizáltak. Rehabilitációja során folytatta zenei karrierjét szólóénekesként is. Ennek eredményeképpen 2004-ben a The Change jelent meg, majd ezt követte a Min bäste vän című stúdióalbum 2006-ban. 2008-ban a Där du andas című kislemez jelent meg Svédországban. Per Gessle és Fredriksson később közös munkába kezdett a Roxette-tel, és koncert turnéra indultak a duóval. Utolsó szólóalbumát 2013-ban jelentette meg Nu! címmel.

## Gyermekkora
Gun-Marie Fredriksson 1958. május 30-án született a svéd Össjö faluban. Ő volt a legfiatalabb öt testvére közül. Szülei Charles Gösta Fredriksson (1914-1981), és Inez Gagmar Fredriksson (1922–1998). Fredriksson 4 éves volt, amikor a szülők eladták a gazdaságukat, és Östra Ljungby-be költöztek, ahol apja Gösta postai munkát vállalt, Inez pedig gyári munkával kereste a kenyeret. Három évvel később legidősebb nővére, Anna-Lista halálos közúti balesetet szenvedett, autóját egy tartálykocsi összetörte. Marie elmondta: "Még csak 20 éves volt, amikor meghalt, alig emlékszem már rá, de emlékszem arra, hogy a családot megviselte, és szétesett a családunk. Meg kellett küzdenem ezzel a dologgal, pedig még csak 7 éves voltam".
Mindkét szülő teljes munkaidőben dolgozott, és nem tudta megfizetni a gyermekgondozást. Marie és kisebb testvérei gyakran otthon maradtak egyedül, miközben szüleik dolgoztak. Ebben az időszakban a testvérek a barátok segítségével énekelni tanultak, és megtanultak hangjegyeket olvasni, és hangszereken játszani. Fredriksson és nővére Tina vasárnapi iskolába jártak, és lelkésze is ösztönözte a zene iránti szeretetre. „Csodálatos lelkész volt Östra Ljungby-ben, és nagyon szép emlékeket őriztünk erről a helyről, azok után is amikor a nővérem meghalt. Ez mindkettőnk számára maga volt a szabadság” – nyilatkozta Fredriksson.
A zene iránti szeretete tinédzser korában tovább nőtt, és olyan művészeket fedezett fel, mint a The Beatles, Joni Mitchell, Jimi Hendrix és Deep Purple. 17 éves korában beiratkozott a Svalöv Zeneiskolába, ahol barátságot kötött a színházi osztály hallgatóival, és zenét szerzett azok amatőr fellépéseihez.  Mivel nem volt más énekes az iskolában, hangterjedelmét nem tudták felülmúlni, és egy musical társszerzőjeként egész Svédországban felléptek, amelynek végállomásaként Olof Palme előtt is felléptek.

## Karrierje

### 1978–1984 A kezdetek
1977-ben a zeneiskola elvégzése után Fredriksson Halmstadba költözött, ahol egy színházban kezdett el dolgozni, mielőtt bekapcsolódott a helyi indie-zenei életbe. 1978-ban Stefan Dernbranttal megalapította a Strul punkzenekart, melynek tagjai többségében egyetlen előadás után otthagyták a zenekart. Per Gessle és Mats Persson a Gyllene Tider zenészei is rövid ideig tagjai voltak ennek az együttesnek. A csapat megkereste a svéd lemezkiadókat, de 1981-ig nem kaptak lemezszerződést. Ennek ellenére 1979-ben megalapították "Strulfestivalen" című független fesztiváljukat, amely pénzügyi szempontból jövedelmező volt a zenekar számára. A fesztivált 1981-ig rendezték meg.
1980 decemberében Dernbrant kilépett az együttesből, amikor ő és Fredriksson szakítottak. A fesztivál sikere miatt azonban úgy döntött, hogy folytatja a fellépést Strul néven a gitáros Martin Sternhufvud mellett. A csapat népszerűsége 1981-ben jelentősen megnőtt, mivel több svéd televíziós műsorban felléptek. Ennek eredményeképpen a Bastun független lemezkiadóval szerződést kötöttek, és júniusban megjelent egyetlen dupla A oldalas kislemezük a  "Ki-I-Ai-Oo" / "Strul igen" című dalokkal. A kiadás időpontja egybeesett a "Strulfestivalen"  való részvétellel, mely az utolsó fellépésük volt. Három hónappal később a csapat véglegesen feloszlott egy "katasztrofális" előadást követően a "Pop Around the Clock" fesztiválon, amelyet a svéd rádió is sugárzott.
A Strul feloszlása után Martin Sternhufvud és Fredriksson megalapította a MaMas Barn együttes. A név a két dal első két betűjéből és utóneveikből áll. A duó rendszeresen a Gyllene Tiderrel közösen egy próbateremben próbált. A szoros kapcsolatnak az lett az eredménye, hogy Fredriksson közreműködött a Gyllene Tider 1981-ben megjelent "Ingenting av vad du behöver" című dalában. A következő évben a MaMas Barn aláírt egy szerződést a CBA kiadóval, azonban a lemezszerződés aláírása előtt a WEA kiadóhoz szerződtek, mely megjelentette egyetlen "Barn som barn" című stúdióalbumukat. Az albumot az ABBA gitárosa, Finn Sjöberg készítette, és 1982 novemberében jelent meg. Az album elég kritikusra sikeredett, és csupán 1000 példányt sikerült eladni, a csapat nem sokkal ezután feloszlott.
Lars-Göran "Lasse"Lindbom a Gyllene Tider producere Gessle meghívására meghallgatta Fredriksson énekét, akit teljesen lenyűgözött a hangja. Gessle úgy vélte, hogy Fredriksson túl tehetséges ahhoz, hogy elbújjon a billentyűzet mögött. Ennek hatására az EMI Svenska szerződést nyújtott az énekesnőnek, aki eredetileg elutasította azt, mondván túl ideges, és nincs magabiztossága, hogy szóló művész legyen. Ennek eredményeképpen 1982-ben egy közös dal született a Lasse Lindbom Band együttesével, amely a  "Så nära nu" címet kapta, és a "Romantisk Blackout" album vezető  kislemeze lett. Az album sikeres volt Svédországban, és csatlakozott az együtteshez, mint vezető énekes, majd országos turnéra indultak. 1983 őszén befejeződött a turné, és Fredriksson felvett egy dalt a Gyllene Tider angol nyelvű albumára, a "The Heartland Café"-ra, melyet Svédországban eredeti név alatt jelentettek meg, Észak-Amerikában pedig EP formátumban, amelynek Roxette volt a címe. Ennek eredetijét a Dr. Feelgood csapat vitte sikerre 1974-ben.

### 1984–1989 szólókarrier és a Roxette

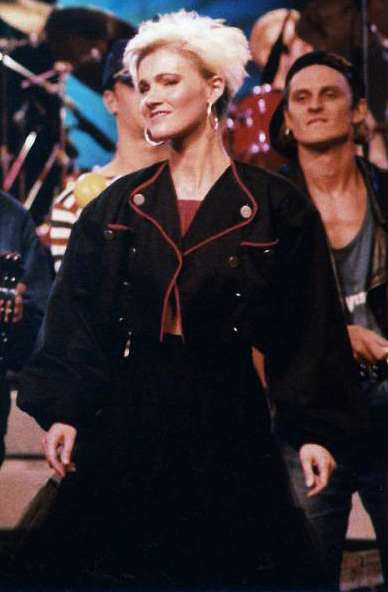
Marie Fredriksson 1987-ben

Gessle hatására Fredriksson beleegyezett abba, hogy szólókarrierbe kezdjen 1983 végén. 1983 decemberétől 1984 júniusáig debütáló albumán dolgozott, ahol Lindbom társíróként, és producerként tevékenykedett. Az Annu doftar kärlek volt az első kislemez, mely májusban jelent meg, és a svéd kislemezlistán Top 20-as helyezés volt. Debütáló albuma a Het vind "(Forró szél)" szeptemberben jelent meg, és szintén slágerlistás helyezést ért el a Sverigetopplistan slágerlistán, ahol a Top 20-as helyezést ért el. Az albumot három hónapos dupla számú koncert turné követte, amelyen Fredriksson szólóénekesként fellépett Lindbom mellett. Októberben a 2. és egyben utolsó kimásolt kislemeze jelent meg, mely Cyndi Lauper "All Through the Night" című dalának svéd nyelvű változata volt, amely a "Natt efter natt" címet viselte.
Fredriksson első szóló koncert turnéja 1985. márciusától júniusig tartott, majd ezt követően a Spännande Ostar zenekarral énekelt. Ez a feldolgozásokat előadó zenekar számos svéd televíziós műsorban megjelent, melyben Fredrikkson, Per Gessle, és Mats Persson oldalán szerepelt. Ugyanebben az évben Fredriksson és Lindbom a Kanári-szigetekre utazott, hogy dalokat írjon második szólóalbumára, a "Den sjunde vågen" címűre, amely 1986 februárjában jelent meg, és a svéd albumlistán a 6.  helyre jutott, több mint 90 000 példányt értékesítve az albumból. A "Den bästa dagen" és a "Silver i din hand" megjelentek kislemezen, míg a "Mot okända hav" című dal benne volt a legjobb tíz között a "Svenkstoppen" listáján. 1986-ban Fredriksson a "Legjobb női énekes" kategóriában díjat nyert, és második turnéjára indult szólóénekesként.
Míg Fredriksson sikeres volt szólókarrierjében, Gessle küzdött a Gyllene Tider sikerének megismétléséért. A második "Scener" című stúdióalbumát, mely 1985-ben jelent meg, kevesebb mint 20 000 példányban értékesítették, ami jelentős csökkenést hozott a négy évvel ezelőtti "Moderna Tyder" című albumból, amelyből 400 000 példány talált gazdára. Az EMI Sweden ügyvezető igazgatója, Rolf Nygren azt javasolta Gessle-nek, hogy fordítsa le az egyik dalt angol nyelvre, és rögzítse Fredrikssonnal. Az így rögzített dal a "Neverending Love" című dal már a Roxette néven került forgalomba. A dal az 1984-es "Heartland Café" című Gyllene Tider stúdióalbum Észak-Amerikai kiadására is felkerült. A dal felkerült a svéd kislemezlistára, ahol a 3. helyen landolt, és az egyik legnépszerűbb dal volt a svéd rádióban abban az évben. Debütáló albumuk a Pearls of Passion 1986. októberi megjelenése óta nagy sikert aratott, és a 2. helyre került az albumlistán. Az albumból több mint 200 000 példányt értékesítettek, de nem sikerült nemzetközi slágerlistákra felkerülnie. A Roxette 1987 nyarán kezdte meg első turnéját "Rock runt riket" néven, mely egy 15 napos turné volt, és ott fellépett Eva Dahlgren és a Ratata zenekar is.
A harmadik stúdióalbum, amely az "Efter Stormen" címet viselte, 1987 októberében jelent meg. Rögtön az első helyre került a slágerlistán, és a kiadástól számított egy hónapon belül több mint 50 000 példány kelt el belőle, majd a 100 000 példányszámot meghaladó eladás esetében platina helyezéssel díjazta az eladásokat. A "Bara för en dag" című dal a legjobb 10 helyezett között volt a kislemezlistán. és az album népszerűsítésére Fredriksson koncert turnéra indult. 1988 október 21-én megjelent a Roxette második stúdióalbum a Look Sharp!, mely sikeres volt hazájukban, és több mint 140 000 példányszámban kelt el a kiadástól számított tíz napon belül, de nem volt helyezés a nemzetközi slágerlistákon.
Két héttel később megjelent az EMI kiadó gondozásában a "Den flygande holländaren" című tribute album, amely az előző évben elhunyt Cornelis Vreeswijk tiszteletére jelent meg. Fredriksson az albumon három dalt ad elő. Az egyik a "Felicia – Adjö", mely első helyezés volt a svéd slágerlistán. Az album három egymást követő héten a 2. helyezést érte el, amelyet a "Look Sharp!" előzött meg. A válogatásalbumból 200 000 példányt értékesítettek, és dupla platinával díjazták. A "Sparvöga" című dal egy albumon nem megjelenő dal volt, mely az azonos címet viselő minisorozat egyik betétdala volt, amely 1989 februárjában jelent meg, és, a legkelendőbb kislemez volt az országban.  Fredriksson 1989-ben elnyerte a legjobb Pop / Rock énekesnő díját, valamint a Rockbjörnen díját is a legjobb svéd nőknek járó díjat, négy egymást követő éven át, mely a Grammy-díj svéd megfelelője. as well as the Rockbjörnen award for Best Swedish Female, for the fourth consecutive year.

### 1989–1992 A Roxette nemzetközi áttörése
A "The Look" a Look Sharp! harmadik kislemezeként került kiadásra Svédországban, mely Top 10-es slágerlistás helyezés volt 1989 januárjában. A következő hónapban a dal váratlanul felkerült az amerikai Billboard Hot 100-as listájára, annak ellenére, hogy a duónak nem volt amerikai szerződése, és az EMI amerikai kiadója elutasította a duót, hogy alkalmatlanok az amerikai piacra. A "The Look" 8 hét után került fel a slágerlistára, és az első helyen volt 25 országban. Az albumból végül 9 millió példányt adtak el világszerte. A Listen to Your Heart című dal a 2. helyezést érte el a Hot 100-as listán, míg az album utolsó kislemeze a Dangerous két hétig volt a 2. helyen. Fredriksson 1989-ben befejezte a The Husbands együttesben való részvételét, amelyet Lasse Lindbom és Niklas Strömstedt alapított.
1990-ben megjelent Evert Taube " Så skimrande var aldrig havet " című dalának feldolgozása, mely a "Taube" emlékalbum egyik dala volt. Ebben az évben a Touchstone Pictures megkereste Gessle-t, hogy zenét írjon a Micsoda nő! című filmhez. Mivel a Roxette nem régen kezdte meg első nemzetközi koncert körútját, nem volt idő új dal írására, így az 1987-es It Must Have Been Love című dal új változata lett a film egyik betétdala. A dal 3. helyezést ért el a Hot 100-as listán, és továbbra is a duó legismertebb, és legsikeresebb kislemezének számít. A következő évben megjelent a duó 3. albuma, a Joyride, amely továbbra is a legsikeresebb albumuk volt, és 11 millió példány kelt el belőle. A Joyride című dal a 4. és egyben az utolsó 1 helyezést elért dal volt az amerikai Hot 100-as listán. A Fading Like a Flower (Every Time You Leave Me) pedig a 2. helyen végzett. Az albumot a Join the Joyride! Tour turné keretében reklámozták, mely a legnagyobb és a legtöbb országban bemutatott turné volt.

### 1992–2002 A szólókarrier folytatása
Fredriksson visszatért szólókarrierje folytatásához, amikor befejeződött a Roxette 4. Tourism felvétele. Az ABBA énekesnőjével Anni-Frid Lyngstadtal egy közös dalt vettek fel, amely az "Änglamark" címet kapta. A dal az Artister för Miljö "(Művészek a környezetért)" közös összefogás eredményeképpen 1992 júliusában jelent meg. A dalt a következő hónapban egy televíziós gálán is bemutatták. Fredriksson következő szólóalbuma a "Den ständiga resan" októberben jelent meg, és továbbra is a legkeresettebb, és legkritikusabb sikeres stúdióalbuma. Svédországban 2002-ben több mint 185 000 példányszámban talált gazdára, és három díjra is jelölték. 1993-ban a Grammis rendezvényen, köztük az év dalszerzője, az év művésze kategóriában. Utóbbit nyerte meg. Az albumról a "Så länge det lyser mittemot" és "Mellan sommar och höst"  című dalok jelentek meg kislemezen. A "Det regnar igen" és a a "Så stilla så långsamt" a tíz legjobb sláger volt a svéd kislemezlistán.  Fredriksson az album népszerűsítése céljából turnézni kezdett.
Az első közös zenei felvétel férjével Mikael Bolyossal volt, amikor felvették a "Herren Ber Dig" című dalt, mely 1994 novemberében jelent meg a "Vilda fåglar: Sanger om pajta" című válogatáslemezen. Az ebből befolyt összeget a skandináv gyermekkórházak javára ajánlották fel. Fredriksson tovább dolgozott férjével, és Bolyos Sugarcane együttesében énekelt. Felléptek Halmstadban is a Penny Lane éjszakai klubban is. 1995 és 2002 között minden nyáron közösen koncerteztek, és a Bolyos általi  "The Good Life" című Tony Benett dal feldolgozását is ő énekelte.
Ötödik szólóalbumot, amely az I en tid som vår címet kapta, Fredriksson és Bolyos közös házi stúdiójában rögzítették Djursholmban 1996 február és szeptember között. Fredriksson 8 hónapos terhes volt, amikor az album megjelent, és terhességének köszönhetően nem kívánta az albumot nyilvánosan reklámozni. Az album a svéd albumlistán a 2. helyezett volt, és az erről kimásolt Tro című dal a legtovább slágerlistás dala volt, mely összesen 29 hetet töltött a 8. helyen. 1997 februárjában Anni-Frid Lyngstadtal elkészítették az "Alla mina bästa år" című alt, amely Frida 1996-os albumának a  Djupa andetag címűnek egyik kislemeze volt.
Fredriksson és Gessle 1997 és 1998 folyamán az új Roxette albumon, a Have a Nice Day felvételein dolgoztak, mely végül 1999 februárjában jelent meg. Fredriksson sokkal aktívabban vett részt a felvételeken, mint a korábbi stúdióalbumokon, és saját Djursholmi stúdiójában is felvett számos demót, és az album 14. dalából tízben ő énekel. A lemezen megtalálható a "Waiting for the Rain" című dal, amelyet Fredriksson írt. Az album kiadása előtt a duó lemezszerződést írt alá az EMI kiadóval, mely szerint Fredriksson dalainak szerzői joga felett a kiadó rendelkezik. Állítólag az album felvétele közben nézeteltérés támadt Michael Ilbert társproducer és Fredriksson között. Fredriksson kijelentette, hogy kizárólag Perrel, és Clarence Öfwermannel kíván dolgozni. „Ilbert mindenkinek panaszkodott, hogy gyenge a hangom, és újra kellett énekelnem a dalokat, amik nem voltak elég jók. Ekkor sírni kezdtem, és elvesztettem minden bizalmamat. Már nem éreztem boldognak magam a Roxette-ben.” – nyilatkozta Fredriksson.
Fredriksson gyűjteményes albuma, az Äntligen – Marie Fredrikssons bästa 1984–2000 2000-ben jelent meg, és az év második legkelendőbb albuma volt Svédországban a The Beatles válogatásalbuma mögött. Ez volt egyúttal 2001 legkelendőbb albuma is, és háromszoros platina helyezést ért el, a közel 250 000 eladott példányszám alapján.  A válogatásalbumra két új dal is került, az "Äntligen" és a "Det som var nu" című dal, amely mérsékelt siker volt. Ez utóbbi dalban Patrik Isaksson szerepelt, és a dalt újra felvették, melyet eredetileg Fredriksson írt a "Have a Nice Day" című albumra. Az albumot Svédországban népszerűsítette egy turné keretében.

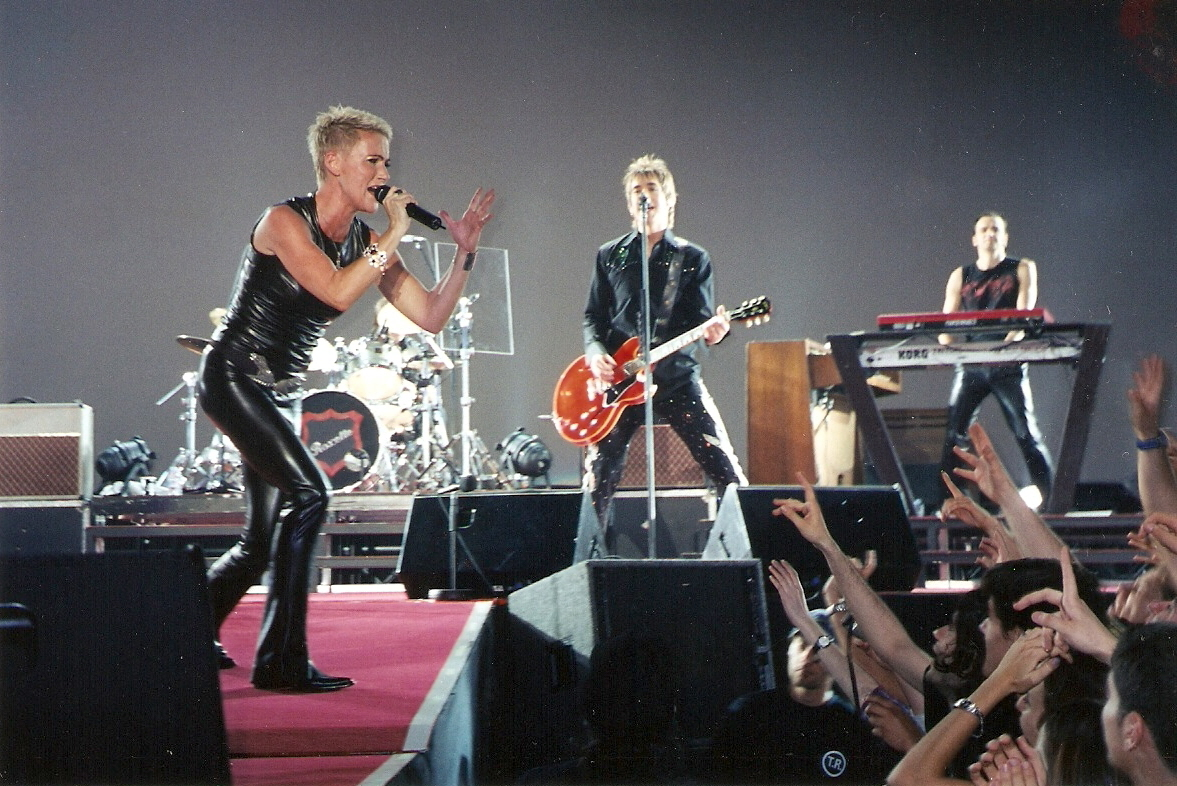
A Roxette 2001.október 24-én a Palau Sant Jordiban

2001-ben a Roxett megjelentette 7. stúdióalbumát a Room Service-t. Annak ellenére, hogy Ilbert nem volt jelen az album felvételein, Fredriksson kijelentette hogy elveszítette minden kedvét a Roxette folytatására, és a stúdióban sem jelent meg aktívan. Egy alkalommal amikor megérkezett a stúdióba, szólt a taxisnak, hogy várja meg, míg felveszi a Milk and Toast and Honey című dalt. Az albumot az európai turné keretében népszerűsítették, amelyet követően Fredriksson megbeszélte Gesslevel, hogy problémák vannak a duóval, mellyel Gessle egyetértett. 2002 júniusában  megjelent egy összeállítás, mely tartalmazza Fredriksson összes korábbi stúdióalbumát. A  "Kärlekens guld" összeállítás 2002 júniusában jelent meg. A Roxette két új válogatásalbuma – The Ballad Hits és a The Pop Hits – megjelenését tervezte, amelyet a "Night of the Proms"  koncertsorozattal kívánt népszerűsíteni.

### 2002–2003 Az agydaganat diagnosztizálása és az utóhatások
2002. szeptember 11-én Fredriksson panaszkodott férjének, hogy rosszul érzi magát kocogás közben. Fürdőszobájukban megszédült,és elesett. Az esés hatására beverte a fejét, és epilepsziás rohama volt. Később kiderült, hogy agydaganata van, mely ahhoz vezetett, hogy a Roxette "Night of the Proms" előadásait lemondták. Néhány hét után sikeres műtéten esett át, és eltávolították a rosszindulatú daganatot, és hónapokon át kemoterápiát és sugárkezelést kapott.
2003 januárjában XVI. Károly Gusztáv svéd király a Litteris et Artibus díjjal jutalmazta a Roxette-et, amelyen Gessle és Fredriksson is egyaránt részt vettek. Ez volt az első esemény melyen Fredriksson megjelent a műtéte után, és egyike azoknak a nyilvános megjelenéseknek, amelyet a következő két évben tett. A daganat utóhatása volt, hogy egyik szemére megvakult, valamint korlátozott volt a hallása és a  mozgása. A kezelés után sokáig nem tudott beszélni. 2005 október 21-én interjút adott az Aftonbladet svéd újságnak, ahol elmondta: "Három nagyon nehéz évem volt, (de) egészséges vagyok, és már nem kapok kezelést".

### 2004–2008 Vissza a munkához
Fredriksson felépülése, és kezelése során férjével Bolyos-sal következő stúdióalbumán dolgozott Djursholmi otthonában. A "The Change" című album a svéd albumlista első helyén debütált, és 30 000 példányszámban kelt el, amely által arany helyezést ért el. 2004 végén az ország 18. legkelendőbb albuma volt. Az albumon lévő dalok közül több dalt Fredriksson már bemutatott a Sugarcane együttessel. Ez volt az első stúdióalbuma, mely világszerte megjelent. A 2:nd Chance című dal Svédország Top 10-es slágere volt. Annak ellenére, hogy Fredriksson nem tudott írni, és olvasni, betegsége során felfedezte rajzszeretetét, és faszenet használt műalkotásaihoz. Ez olyan volt, mint egy terápiás forma. A lemezborító rajzát is ő készítette. Rajzaiból kiállítást szervezett, amelynek az "After the Change" címet adta. A megnyitó a Doktor Glas garériában volt Kungsträdgårdenben, majd Stockholmban 2005 októberében. Minden bemutatott festményt eladtak a második nap végén. Fredriksson további kiállításokat rendezett "A Table in the Sun" címmel, mind Stockholmban, majd Göteborgban 2008-ban.
2006 februárjában megjelent a "Min bäste vän" című album, mely a 3. volt a svéd albumlistán. Ugyanebben az évben két új Roxette dalt vettek fel, az One Wish és a Reveal című dalokat, amely a  A Collection of Roxette Hits: Their 20 Greatest Songs! című válogatásalbumra került fel. Fredriksson részt vett férje Bolyos debütáló "Family Affair" című albumának felvételein, mely 2007 júniusában jelent meg. Novemberben a Capitol Records kiadott egy balladákat tartalmazó albumot, amely "Tid för tystnad – Marie Fredrikssons ballader" címen jelent meg. A lemez két korábban ki nem adott dalt is tartalmazott, melyek közül az egyik az "Ordet är farväl" című dal, amelyet Py Bäckman írt. Ezt a dalt Fredriksson eredetileg az  1984-es "Het vind" című albumán szerette volna megjelentetni.

### 2008–2016 A Roxette újraegyesülése
2008 augusztusában megjelent a "Dar du andas" című dal, amely az Arn – a királyság az út végén című film betétdala volt. A dal első helyezést ért el a svéd kislemezlistán. 2008 telén a "Stjärnklart" svéd koncertsorozat részeként léptek fel, majd 2009 májusában Gessle mellett a Melkweg színpadán jelentek meg, ahol több Roxette dalt akusztikus változatát adták elő a "Party Crasher Tour" keretein belül. A koncert után Gessle azt nyilatkozta az Aftonbladet svéd újságnak, hogy fellép a "Proms Night" rendezvényen. Az Expressen című lap pedig arról számolt be, hogy a duó május óta új stúdióalbumán dolgozik.

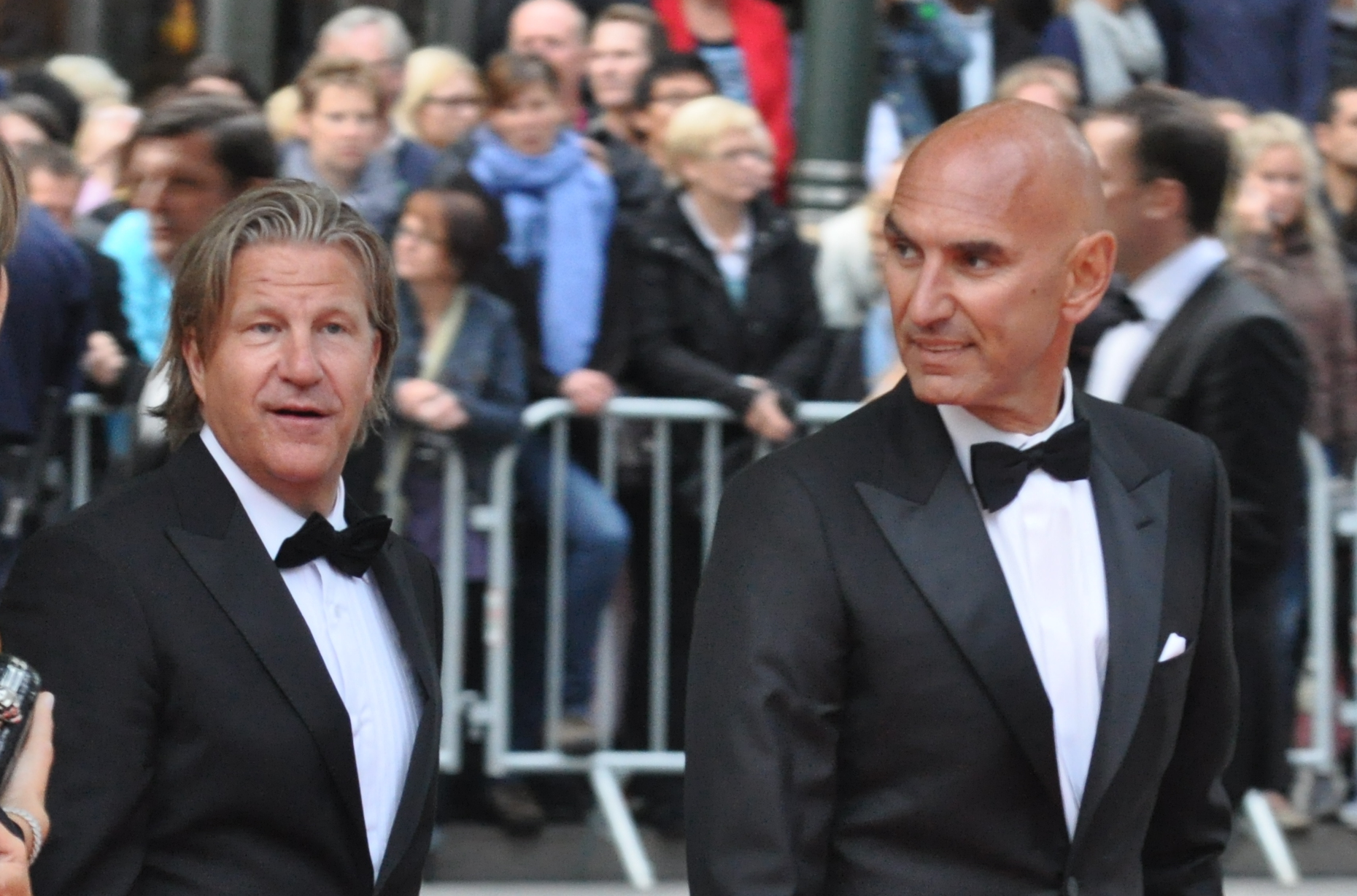
Mikael Bolyos (jobbra) Viktória svéd hercegnő, és Daniel Westling esküvőjén

A duó 2010. június 18-án részt vett Viktória svéd hercegnő és Daniel Westling esküvőjén, majd elindultak egy 7 állomásból álló európai koncertkörútra nyáron. A "She's Got Nothing On (But the Radio)" című dal 2011 januárjában jelent meg, és jelentős slágerré vált Európában. Németországban ez volt a legjobb slágerlistás helyezés az 1992-es How Do You Do? óta. A következő hónapban megjelent a duó 8. stúdióalbuma, a Charm School. A "Neverending World Tour" az első világörüli turné volt 15 év után, mely 2011 márciusában kezdődött, és végül 2016 februárjáig tartott. 2012-ben megjelent a Travelling. Fredriksson 2013 júniusában előadta az Ännu doftar kärlek című dalt Madeleine hercegnő és Christopher O'Neill esküvőjén, majd novemberben megjelent új svéd nyelvű szólóalbuma, a Nu!, amely az első volt 1996 óta. Az album népszerűsítésére 19 helyszín volt megadva, mely az első volt 2000 óta.
A Roxette 10. stúdióalbumát a Good Karmat 2016 júniusában jelentették meg, amelyet egy európai turné követett volna, a duó 30. évfordulója alkalmából. Azonban ezeket a turnékat lemondták, mivel Fredriksson orvosai azt tanácsolták, hogy egészségügyi állapota miatt nem koncertezzen. Egy nyilatkozatban Fredriksson azt mondta, hogy "Sajnos már nem turnézhatom, de megragadom a lehetőséget, hogy megköszönjem a rajongóinknak, akik hosszú és kanyargós utazásainkon követtek minket"

### 2017–2019 Utolsó évek
Fredriksson három kislemezt jelentetett meg, miután bejelentette, hogy visszavonul a turnézástól. 2017-ben az "Alone Again", az "I Want to Go" című dalok jelentek meg, majd 2018-ban a "Sing Me a Song".  Bolyos megerősítette, hogy a dalokat több évvel ezelőtt vették fel, és kétséges volt, hogy Fredriksson betegsége miatt kiad-e új albumot.

## Magánélete
Fredriksson a Join the Joyride! Tour ausztrál turnéállomásán találkozott magyar származású férjével, Mikael Bolyossal. Fredriksson később elmondta, hogy Bolyos szakmai karrierje nagy  hatást gyakorolt rá. „Ha nem találkoztunk volna, nem tudom, hogy sokkal tovább tudtam-e volna folytatni a Roxette-ben. Nem tudtam kezelni magánéletemet a turné során. Bárokban lógtam, ittam, és sokszor szomorú voltam. Nehéz volt a sajtóval, amikor mindig kedvesnek és mosolygósnak kellett lennem, és pozitív dolgokat kellett nyilatkoznom, még akkor is, amikor nem volt kedvem  hozzá. Marie Fredriksson mint előadó híres és sikeres volt, azonban mint magánember eltörpült a siker mellett. Egyre kevesebb lehetőségem volt arra, hogy saját magam legyek, és amikor bizonytalan voltam, elveszettnek éreztem magam.”
A pár 1994 májusában házasodott össze, az esküvőn csak a közvetlen családtagok vettek részt. A szertartásra Gessle és felesége nem lett meghívva, ami feszültséget váltott ki Fredriksson és Gessle között. Fredriksson később elmondta: „Néhány barátunk kirekesztettnek, és csalódottnak érezte magát. Ma már megértem, hogy Per és felesége megsértődött, hogy nem hívtuk meg, de akkor ezt másképp láttam. Szerettem volna, hogy az esküvőm abszolút privát legyen. Ez akkor fontos volt.” Fredrikssonnak és Bolyosnak két gyermeke született: Inez Josefin lányuk 1993. április 29-én, Oscar Mikael fiuk 1996. november 26-án.

## Halála

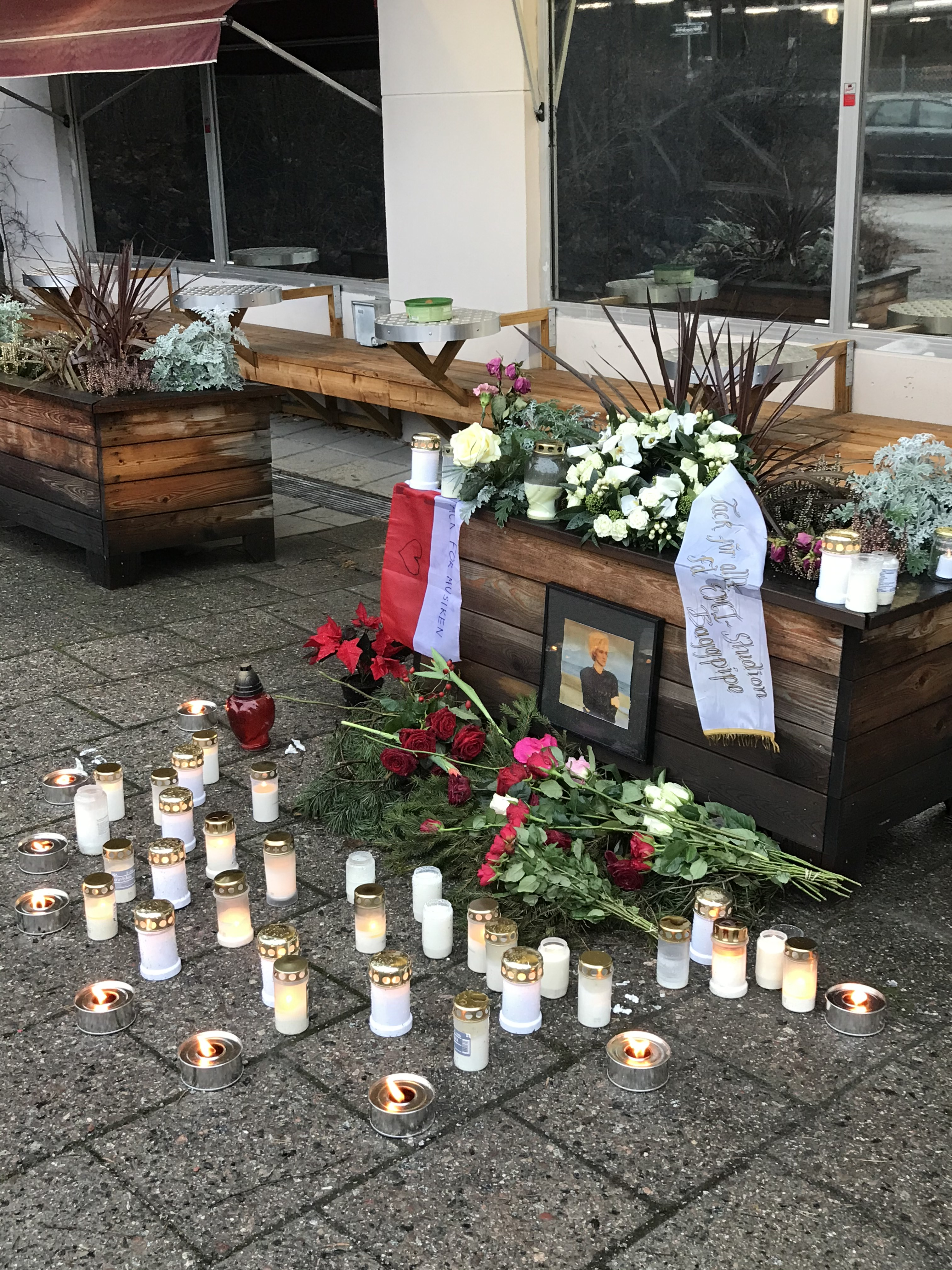
Marie Fredriksson megemlékezése Stockholmban.

Fredriksson 2019. december 9-én  hunyt el 61 éves korában. A 2002-ben diagnosztizált agydaganat és 17 éves rák elleni küzdelmet követően halt meg. Temetése kizárólag privát körben, családja, és barátai körében zajlott, a nyilvánosságot teljesen kizárva. XVI. Károly Gusztáv svéd király is megdöbbent az énekesnő halálával kapcsolatban. „Megdöbbentett a szomorú hír. Országunkban, és sokak számára, és még családomban is zenéje szorosan kapcsolódott az élet különösen fontos pillanatainak emlékeihez” – nyilatkozta.

## Diszkográfia

### Stúdióalbumok
- Het vind (1984)
- Den sjunde vågen (1986)
- ...Efter stormen (1987)
- Den ständiga resan (1992)
- I en tid som vår (1996)
- The Change (2004)
- Min bäste vän (2006)
- Nu! (2013)

## Díjak, és jelölések
(Rockbjörnen díjak)
| Év   | Jelölt            | Díj                     | Eredmény | Ref    |
| ---- | ----------------- | ----------------------- | -------- | ------ |
| 1986 | Marie Fredriksson | Legjobb svéd női énekes | Elnyerte | [ 21 ] |
| 1987 | Marie Fredriksson | Legjobb svéd női énekes | Elnyerte | [ 21 ] |
| 1987 | Efter stormen     | Legjobb svéd album      | Elnyerte | [ 21 ] |
| 1988 | Marie Fredriksson | Legjobb svéd női énekes | Elnyerte | [ 21 ] |
| 1989 | Marie Fredriksson | Legjobb svéd női énekes | Elnyerte | [ 21 ] |

 (svéd Grammy-díj)
| Év   | Jelölt            | Díj                           | Eredmény | Ref     |
| ---- | ----------------- | ----------------------------- | -------- | ------- |
| 1988 | Marie Fredriksson | A legjobb Pop/Rock – énekesnő | Jelölve  | [ 99 ]  |
| 1989 | Marie Fredriksson | A legjobb Pop/Rock – énekesnő | Elnyerte | [ 29 ]  |
| 1993 | Marie Fredriksson | A legjobb Pop/Rock – énekesnő | Jelölve  | [ 40 ]  |
| 1993 | Marie Fredriksson | Az év előadóművésze           | Elnyerte | [ 40 ]  |
| 1993 | Marie Fredriksson | Az év dalszövegírója          | Jelölve  | [ 41 ]  |
| 1997 | Marie Fredriksson | A legjobb Pop/Rock – énekesnő | Jelölve  | [ 100 ] |